# Вязание на пальцах

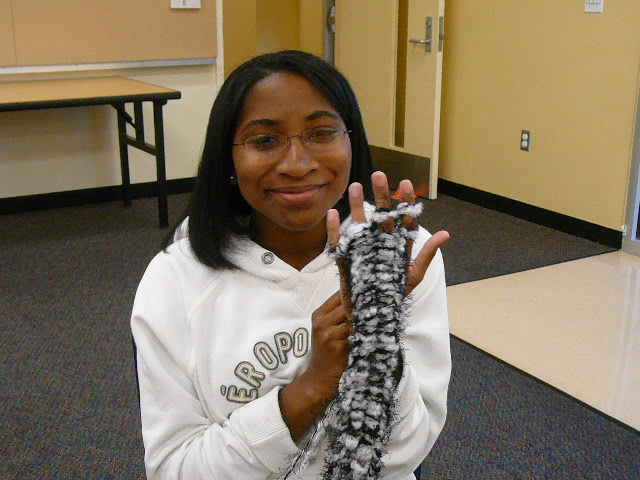
Шарф пальчиковой вязки

Вязание на пальцах — вид ручного вязания, при котором вязаное полотно создается только руками и пальцами без спиц и других традиционных инструментов.

## История
Некоторые исследователи называют данную технику самой древней, появившейся до вязания крючком и спицами.

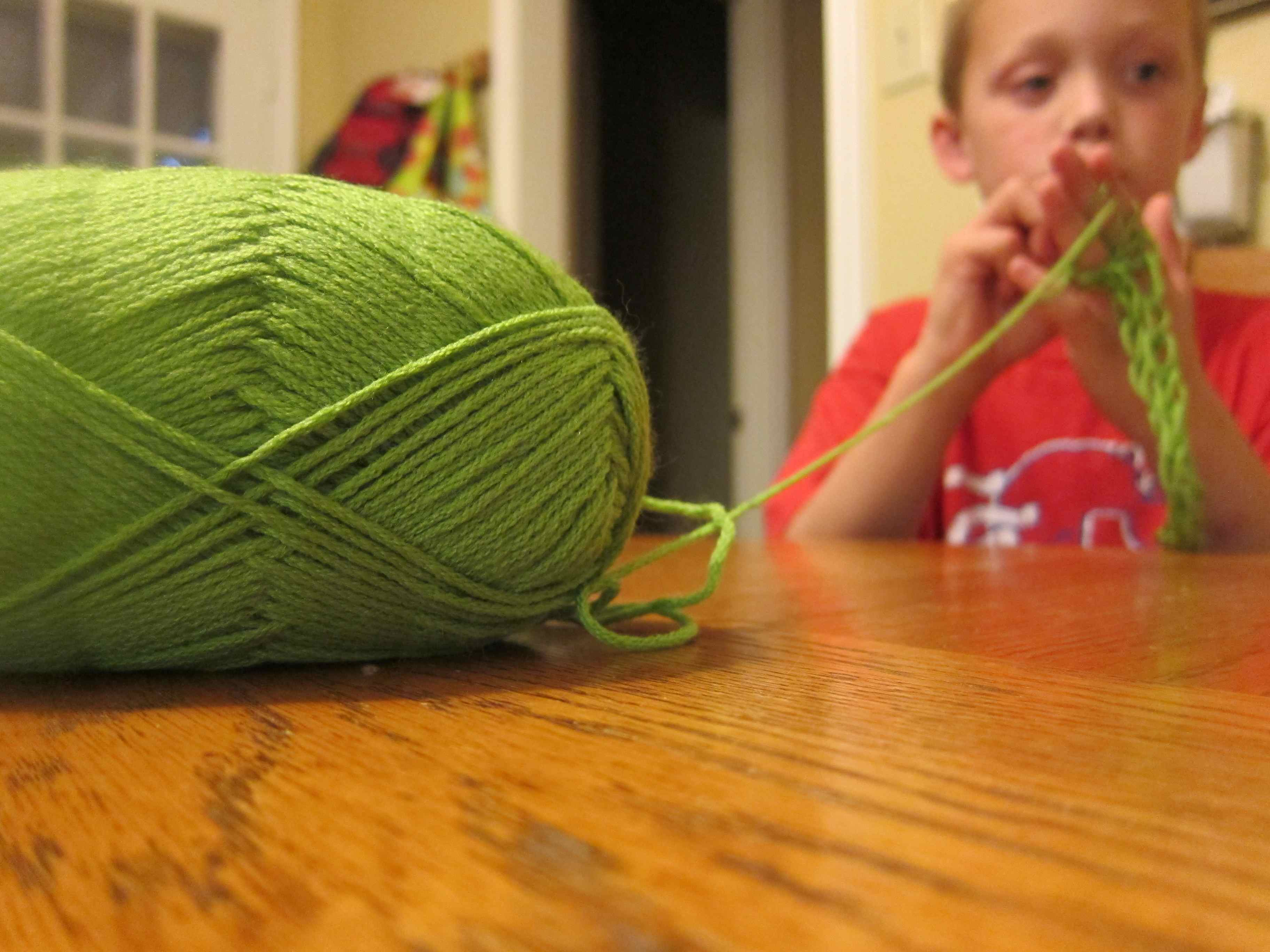
Детское вязание на пальцах, как психотерапия у аутичных детей

В современный период данный способ вязания возродился как симбиоз пальчикового театра и психотерапии у аутичных детей.

## Использование
Данный тип вязания может использоваться людьми любого возраста, однако из-за своей простоты он часто применяется для обучения вязанию детей.
Вязание на пальцах также можно безопасно практиковать в самолётах, где вязание спицами запрещено. В отличие от вязания крючком и спицами, это самый безопасный способ вязания.

## Процесс
Для вязания можно задействовать разное количество пальцев (5, 4, 3, 2), при этом ширина полотна будет отличаться.

## Особенности
Техника вязания похожа на французскую и японскую, но полученное полотно получается совершенно другим.
Размер и натяжение петель зависит от типа нитей и толщины пальцев.
Пряжа для данного типа вязания должны быть диаметром не менее 3 мм, так как слишком тонкими нитями можно травмировать пальцы, также она должна быть очень пушистая и мягкая, чтобы усиливать тактильные ощущения при вязке.
Вязание изделий таким способом не требует много времени.

## Изделия
Очень часто данной техникой вяжут шарфы и интерьерные пуфы, пледы, коврики.

## Рекорды
Было предпринято несколько попыток установить мировой рекорд с помощью пальцевого вязания. Рекорд, признанный на 2004 год Книгой рекордов Гиннеса, принадлежит немцу, который связал 4321 метр За десять дней до того, как был установлен рекорд Германии, 11-летняя Джемма Поулс из Гамильтона, Новая Зеландия, установила рекорд, связав 2779,49 метра, изделие весило более 5 кг.
Нынешний мировой рекорд по вязанию на пальцах составляет 19 369,5 м (63 548 футов 2,7 дюйма) и принадлежит норвежке Иде Софи Микинг Весет. Он был достигнут 4 марта 2016 года. Ида потеряла зрение из-за дегенеративного заболевания. Вязание на пальцах было своего рода терапией в течение последних двух лет, пока она стремилась побить этот рекорд. Измерение заняло более 7 часов.